# Nachal Charuvim
Nachal Charuvim (hebrejsky: נחל חרובים) je vádí v severním Izraeli, v pohoří Karmel.
Začíná v nadmořské výšce přes 400 metrů nad mořem, v jižní části města Dalijat al-Karmel, na severovýchodních svazích hory Har Mehalel. Odtud vádí směřuje k jihozápadu skrz zalesněnou hornatou krajinu, přičemž ze severu a severovýchodu míjí horu Har Sumak. Pak severně od vesnice Kerem Maharal vstupuje do údolí Emek Maharal, které tvoří rovinatou enklávu uprostřed hornatiny Karmelu. Zde ústí zleva do vádí Nachal Me'arot, které odvádí jeho vody do Středozemního moře.